# Ծ
Tsa (armenio oriental), o Dza (armenio occidental) (mayúscula: Ծ; minúscula: ծ; en armenio: ծա) es la decimocuarta letra del alfabeto armenio. Representa la africada alveolar sorda /t͡s/ en armenio oriental y la africada alveolar sonora /d͡z/ en armenio occidental. Se suele ser romanizado con el dígrafo Ts. Creada por Mesrop Mashtots en el siglo V d. C., tiene un valor numérico de 50.

## Galería

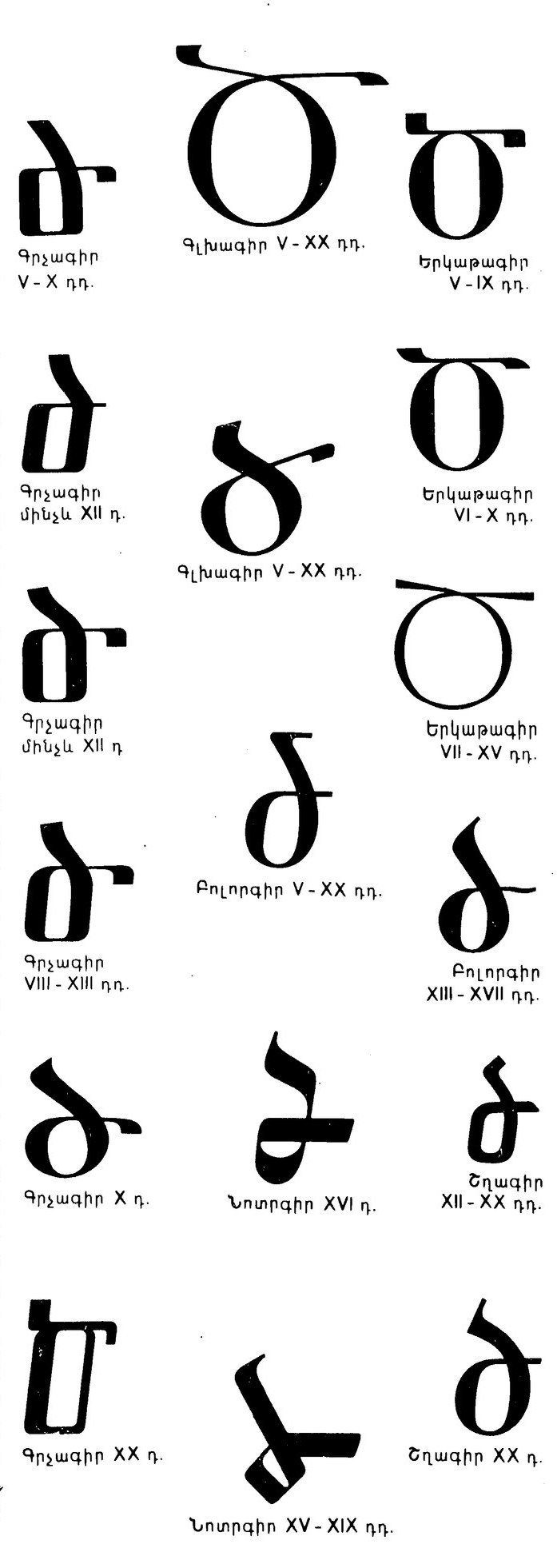
Varias fuentes históricas

Erkat'agir
Grchagir
Bolorgir
Notrgir
Shghagir
Forma tipográfica
Forma manuscrita

## Codificación
| Carácter      | Ծ                          | Ծ                          | ծ                        | ծ                        |
| ------------- | -------------------------- | -------------------------- | ------------------------ | ------------------------ |
| Unicode       | ARMENIAN CAPITAL LETTER CA | ARMENIAN CAPITAL LETTER CA | ARMENIAN SMALL LETTER CA | ARMENIAN SMALL LETTER CA |
| Codificación  | decimal                    | hex                        | decimal                  | hex                      |
| Unicode       | 1342                       | U+053E                     | 1390                     | U+056E                   |
| UTF-8         | 212 190                    | D4 BE                      | 213 174                  | D5 AE                    |
| Ref. numérica | &#1342;                    | &#x53E;                    | &#1390;                  | &#x56E;                  |